# Xylophanes bilineata
Xylophanes bilineata är en fjärilsart som beskrevs av Gehlen. 1928. Xylophanes bilineata ingår i släktet Xylophanes och familjen svärmare. Inga underarter finns listade i Catalogue of Life.